# Staehelina
Staehelina L., 1753 è un genere di piante angiosperme dicotiledoni della famiglia delle Asteraceae. Questo genere è anche l'unico della sottotribù Staehelininae Garcia-Jacas & Susanna, 2019.

## Descrizione

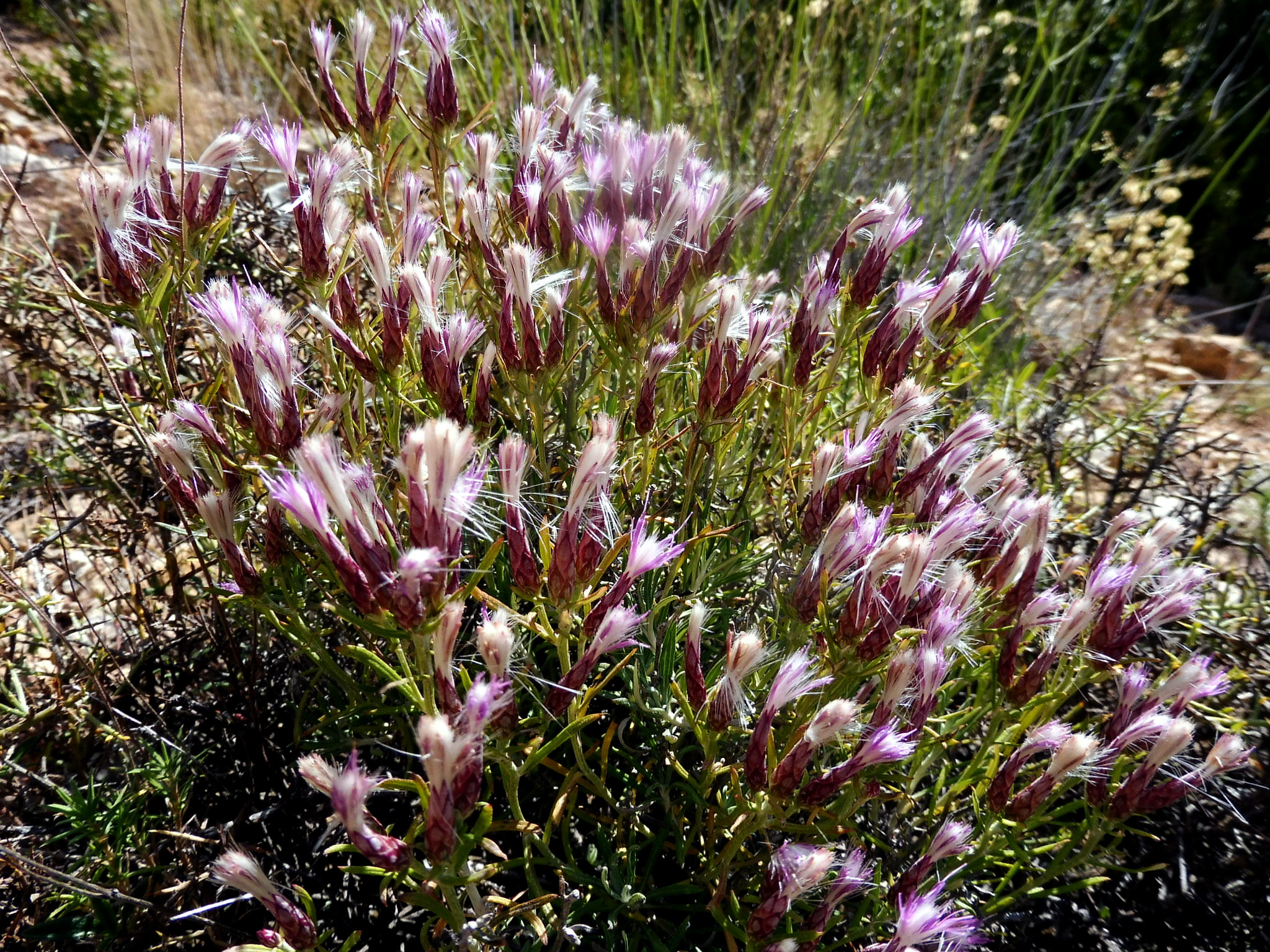
Il portamento
Staehelina dubia

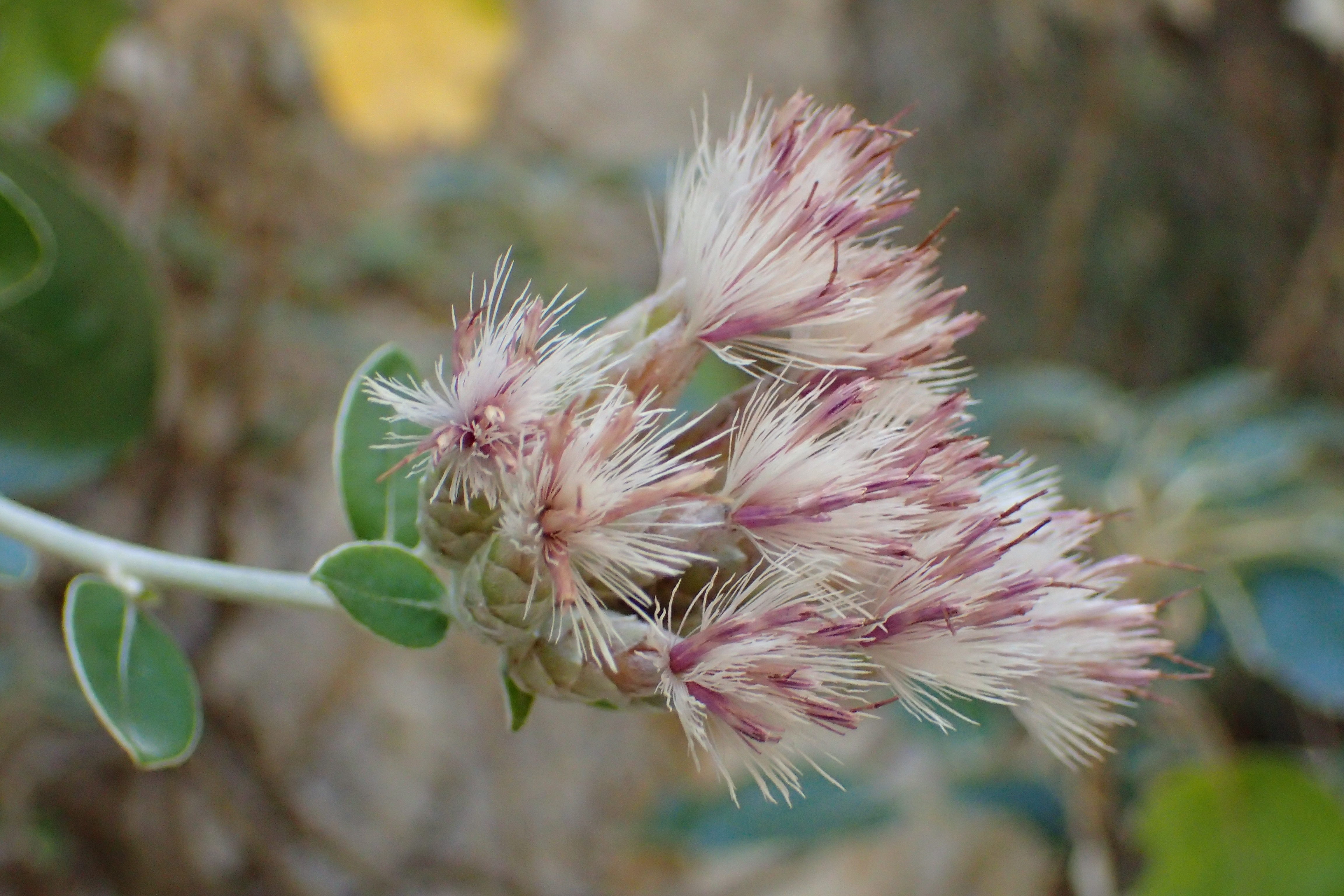
Infiorescenza
Staehelina petiolata

Comprende piante cespugliose non spinose di tipo monocarpico. La forma biologica prevalente è camefita fruticosa (Ch frut), sono piante perenni e legnose (hanno un aspetto arbustivo), con gemme svernanti poste ad un'altezza dal suolo. Nelle radici sono sempre presenti dei condotti resinosi, meno frequenti nelle parti aeree; mentre solamente nelle parti aeree sono presenti delle cellule latticifere. Altezza massima mezzo metro.
Le foglie sono disposte in modo alternato. Hanno delle forme intere o dentato-pennatofide o da lineari a obovate e consistenza coriacea. Sopra sono sempreverdi (verde scuro) con sotto la superficie tomentosa.
Le infiorescenze sono composte da molti capolini (omogami), in aggregazioni corimbose, cilindrici con pochi fiori. I capolini contengono solo fiori tubulosi e sono formati da un involucro a forma emisferica composto da poche brattee (o squame) all'interno delle quali un ricettacolo fa da base ai fiori. Le squame dell'involucro, con forme da ovate a lanceolate, mucronate, talvolta minutamente irsute, sono disposte disposte su alcune serie in modo embricato. Il ricettacolo a protezione della base dei fiori è provvisto di ampie, connate basalmente, squame sfrangiate.
I fiori tubulosi sono tetra-ciclici (ossia sono presenti 4 verticilli: calice – corolla – androceo – gineceo) e pentameri (ogni verticillo ha 5 elementi). I fiori in genere sono ermafroditi e actinomorfi.
- Formula fiorale:

- /x K {\displaystyle \infty }, [C (5), A (5)], G 2 (infero), achenio

- Calice: i sepali del calice sono ridotti ad una coroncina di squame.
- Corolla: la corolla ha 5 lobi molto lunghi; il colore è biancastro o rosa-porpora.
- Androceo: gli stami sono 5 con filamenti liberi e glabri, mentre le antere, sericee, provviste di lunghe appendici lacerate, sono saldate in un manicotto (o tubo) circondante lo stilo.[13]
- Gineceo: lo stilo è filiforme;  gli stigmi dello stilo sono due. L'ovario è infero uniloculare formato da 2 carpelli.

Il frutto è un achenio con un pappo. Gli acheni, con superficie glabra o sericea, hanno delle forme lineari-oblunghe con creste poco pronunciate. Il pappo formato da setole è inserito su una piastra apicale all'interno di una anello di tessuto parenchimatico. Le setole sono semplici solamente alla base (eventualmente connate), all'apice sono sfrangiate con 3 - 4 peli paralleli.

## Biologia
- Impollinazione: l'impollinazione avviene tramite insetti (impollinazione entomogama tramite farfalle diurne e notturne).
- Riproduzione: la fecondazione avviene fondamentalmente tramite l'impollinazione dei fiori (vedi sopra).
- Dispersione: i semi (gli acheni) cadendo a terra sono successivamente dispersi soprattutto da insetti tipo formiche (disseminazione mirmecoria). In questo tipo di piante avviene anche un altro tipo di dispersione: zoocoria. Infatti le brattee dell'involucro possono agganciarsi ai peli degli animali di passaggio disperdendo così anche su lunghe distanze i semi della pianta.

## Distribuzione e habitat
Queste specie si trovano specialmente nel Mediterraneo occidentale (fino alla Turchia occidentale) su terreni aridi e sassosi.

## Tassonomia
La famiglia di appartenenza di questa voce (Asteraceae o Compositae, nomen conservandum) probabilmente originaria del Sud America, è la più numerosa del mondo vegetale, comprende oltre 23.000 specie distribuite su 1.535 generi, oppure 22.750 specie e 1.530 generi secondo altre fonti (una delle checklist più aggiornata elenca fino a 1.679 generi). La famiglia attualmente (2021) è divisa in 16 sottofamiglie.
La tribù Cardueae (della sottofamiglia Carduoideae) a sua volta è suddivisa in 12 sottotribù (la sottotribù Staehelininae è una di queste).

### Filogenesi
Il genere di questa voce in precedenti trattamenti era definita incertae sedis. La storia di questo gruppo è abbastanza complicata. Autori più antichi lo hanno descritto all'interno delle Carduinae o delle Mutisieae o Gochnatieae. Solamente ultimamente usando il sequenziamento di nuova generazione, si è avuta la conferma che Staehelina appartiene alle Cardueae e costituisce una sottotribù monotipica Staehelininae con affinità alla sottotribù Xerantheminae.
Alcuni caratteri distintivi per questa specie: habitus arbustivo nano; capolino omogamo; brattee involucrali ovato-lanceolate senza bordi lacerati e scuri; ricettacolo con corte squame scariose; code delle antere fortemente lacerate; rami dello stilo corti e coerenti; acheni sericei, glabri con un minuto anello apicale; pappo uniseriato con setole basali lisce e scabre all'apice.
Il cladogramma seguente, tratto dallo studio citato e semplificato, mostra una possibile configurazione filogenetica del gruppo (vedere nota del paragrafo seguente).
|  | Staehelina petiolata                                                    |
|  |                                                                         |
|  | \| \| Staehelina baetica \| \| \| \| \| \| Staehelina dubia \| \| \| \| |
|  |                                                                         |
|  | Staehelina baetica                                                      |
|  |                                                                         |
|  | Staehelina dubia                                                        |
|  |                                                                         |

|  | Staehelina baetica |
|  |                    |
|  | Staehelina dubia   |
|  |                    |

|  | Staehelina petiolata                                                    |
|  |                                                                         |
|  | \| \| Staehelina baetica \| \| \| \| \| \| Staehelina dubia \| \| \| \| |
|  |                                                                         |
|  | Staehelina baetica                                                      |
|  |                                                                         |
|  | Staehelina dubia                                                        |
|  |                                                                         |

|  | Staehelina baetica |
|  |                    |
|  | Staehelina dubia   |
|  |                    |

Staehelina ha una età di divergenza relativamente recente tra i 8 e i 6,5 milioni di anni.
Il numero cromosomico della specie è: 2n = 30 e 34.

### Elenco delle specie
Per questo genere sono descritte 4 specie:
- Staehelina baetica DC. - Distribuzione: Spagna
- Staehelina dubia  L. - Distribuzione: Europa occidentale e Magreb
- Staehelina petiolata  (L.) Hilliard & B.L.Burtt - Distribuzione: isola di Creta
- Staehelina uniflosculosa  Sm. - Distribuzione: penisola Balcanica

Nota: alcune checklist includono anche la specie Staehelina lobelii DC. considerata da altre un sinonimo di Hirtellina lobelii (DC.) Dittrich. Il genere Hirtellina tuttavia è considerato sinonimo di Staehelina.

### Specie della flora italiana
In Italia è presente una sola specie di questo genere:
- Staehelina dubia  L.